# Вышеславцев, Михаил Михайлович
Михаил Михайлович Вышеславцев (1757  — 1830-е ) — русский писатель-переводчик.
Служил в лейб — гвардии Конном полку вахмистром, в 29 лет ушел в отставку.
в 1787—1793 годах был преподавателем французского и немецкого языков в Троице-Сергиевой семинарии изначально в должности помощника учителя и, в последующем, в должности учителя.

## Личная жизнь
Михаил Вышеславцев происходил из дворянского сословия. До 1806 года был женат на дочери Василия Львовича Пушкина.

## Творчество
В 1793 — 1795 гг. напечатал более тридцати переводов в журнале «Чтение для вкуса» и «Приятное и полезное», среди которых рассказы де Бакюляра д’Арно, повести Флориана, Мейснера, Гейне, отрывок из «Времен года» Томсона, «драматический отрывок» Рамона де Карбоньера «Молодой Ольбап».
В 1798 — 1801 гг. издал двухтомник “ Приношение религии ”, куда были включены духовные стихи таких поэтов, как: Державина, Ломоносова, Василия Пушкина, Ивана Дмитриева, Николая Карамзина и др. 

## Издания
Сотрудничал во многих журналах; отдельно издал:
- «Ответ на вопрос: чем мы одолжены Испании?» аббата Денины (Москва, 1786);
- «Ольбан» (драматический отрывок, Москва, 1798);
- «Флориановы повести» (Москва, 1798—1800);
- «Приношение религии, или собрание стихотворений Ломоносова, Хераскова, Державина, Карамзина и др.» (Москва, 1798—1801);
- перевод с французского «Фенелоновы краткие размышления» (Смоленск, 1798);
- «Письма Фонтенеля и Юнга» (Москва, 1801);
- «Доказательства против врагов веры, Массильона» (Москва, 1802);
- перевод с французского «Достопамятные и трогательнейшие исторические повествования: Возмущение антиохийцев и избиение фессалоникийцев» Бакюляра д’Арно (Москва, 1803).